# Ґріла
Ґріла (ісл. Grýla) — ісландський мітологічний персонаж, потворна велетка, котра мешкає в горах Ісландії. Неслухняних дітей лякають розповідями, в яких Ґріла приходить з гір під час Йолю та шукає тих, хто поводив себе нечемно і не хоче їсти або постійно ниє. Ґріла згадується у Молодшій Едді. В ісландському фольклорі Ґріла є матір'ю йоуласвейнарів, а Leppalúði ймовірно є їхнім батьком.

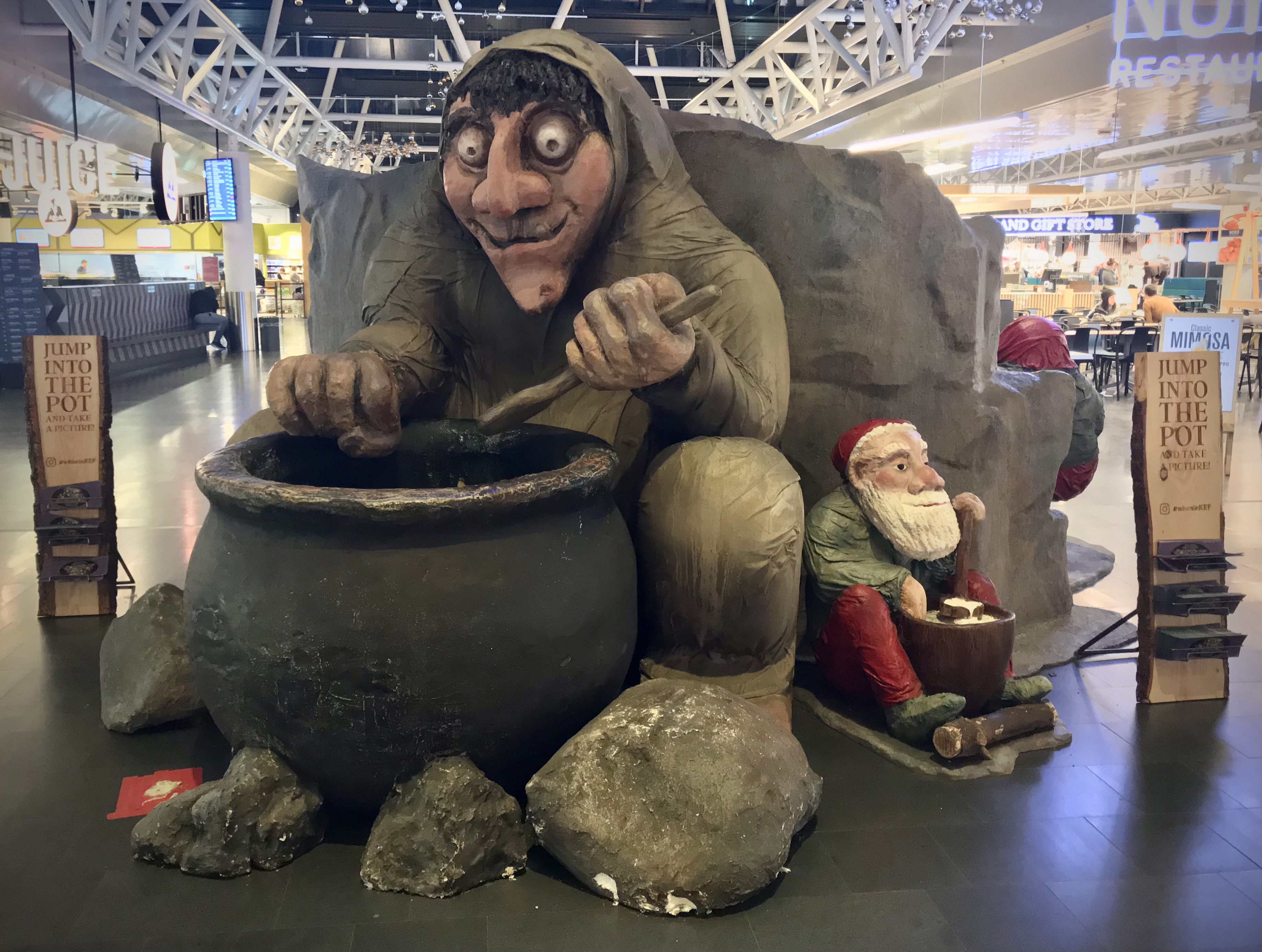
Ґріла у міжнародному летовищі Кеплавік